# Mount Hicks
Mount Hicks, zwany również Saint David's Dome – szósty pod względem wysokości szczyt Nowej Zelandii, położony w Alpach Południowych. Znajduje się na granicy regionów Canterbury i West Coast. Wznosi się na wysokość 3198 m n.p.m. Położony jest nieco ponad kilometr na północny zachód od Góry Cooka. Na południe od szczytu rozciąga się lodowiec Sheila Glacier.